# Căldură
În fizică, cantitatea de căldură, simbolizată prin Q, este energia transferată între un sistem termodinamic și mediul înconjurător, între două sisteme termodinamice sau între diferite părți ale aceluiași sistem termodinamic, în cursul unei transformări termodinamice în care parametrii externi rămân constanți.  Transferul de căldură are loc sub influența unei diferențe de temperatură. Principiul al doilea al termodinamicii stipulează că acest transfer se face de la sine doar de la temperatura mai înaltă la temperatura mai joasă.
Căldura este cantitatea de energie care trece de la un obiect mai cald la unul mai rece. În general, căldura provine din multe modificări la scară microscopică ale obiectelor și poate fi definită ca fiind cantitatea de energie transferată, excluzând atât lucrul mecanic macroscopic, cât și transferul unei părți a obiectului în sine. Transferul de energie sub formă de căldură poate apărea prin contact sau printr-un perete comun care este impermeabil la materie, între sursă și corpul de destinație, ca și conducția; sau prin radiație între corpuri la distanță; sau prin intermediul unui corp fluid intermediar, ca și în circulația convectivă; sau printr-o combinație a acestora. În termodinamică, căldura este deseori contrară lucrului mecanic: căldura se aplică particulelor individuale (cum ar fi atomi sau molecule), lucrul mecanic se aplică obiectelor (sau a unui sistem ca întreg). Căldura implică mișcarea stohastică (sau aleatorie) distribuită în mod egal între toate gradele de libertate, în timp ce lucrul mecanic este direcțional, limitat la unul sau mai multe grade specifice de libertate.
Deoarece căldura (ca și lucrul mecanic) reprezintă o cantitate de energie transferată între două corpuri prin anumite procese, niciun corp nu "are" o anumită cantitate de căldură (la fel cum un corp în sine nu are lucru mecanic); în schimb, un corp are într-adevăr proprietăți (funcții de stare), cum ar fi temperatura și energia internă. Astfel, energia schimbată sub formă de căldură în timpul unui proces dat schimbă energia (internă) a fiecărui corp cu valori egale și opuse. Semnul cantității de căldură poate indica direcția transferului, de exemplu de la sistemul A la sistemul B; semnul minus indică faptul că energia curge în direcția opusă.
Deși căldura curge spontan de la un corp fierbinte la unul mai rece, este posibil să se construiască o pompă de căldură sau un sistem de răcire care să funcționeze pentru a crește diferența de temperatură între două sisteme. În schimb, un motor termic reduce o diferență de temperatură existentă pentru a lucra pe un alt sistem.
Căldura este o consecință a mișcării microscopice a particulelor (energia cinetică a atomilor și moleculelor). Atunci când căldura este transferată între două obiecte sau sisteme, energia obiectului sau a particulelor sistemului crește. În timp ce acest lucru are loc, aranjamentul dintre particule devine din ce în ce mai dezordonat. Cu alte cuvinte, căldura este legată de conceptul de entropie.
Din punct de vedere istoric, au fost utilizate numeroase unități energetice pentru măsurarea căldurii. Unitatea bazată pe standarde din Sistemul Internațional de Unități (SI) este Joule (J). Căldura este măsurată prin efectul acesteia asupra stărilor corpurilor în interacțiune, de exemplu, prin cantitatea de gheață topită sau prin schimbarea temperaturii. Cuantificarea căldurii prin schimbarea temperaturii unui corp se numește calorimetrie și este utilizată pe scară largă în practică. În calorimetrie, căldura sensibilă este definită în raport cu o  anumită variabila de stare aleasă a sistemului, cum ar fi presiunea sau volumul. Căldura sensibilă determină o schimbare a temperaturii sistemului, lăsând neschimbată variabila de stare aleasă. Transferul de căldură care are loc la o temperatură constantă a sistemului, dar schimbă variabila de stare, este numită căldură latentă în raport cu variabila. Pentru modificările infinitezimale, transferul total de căldură total este atunci suma căldurii latente și sensibile.

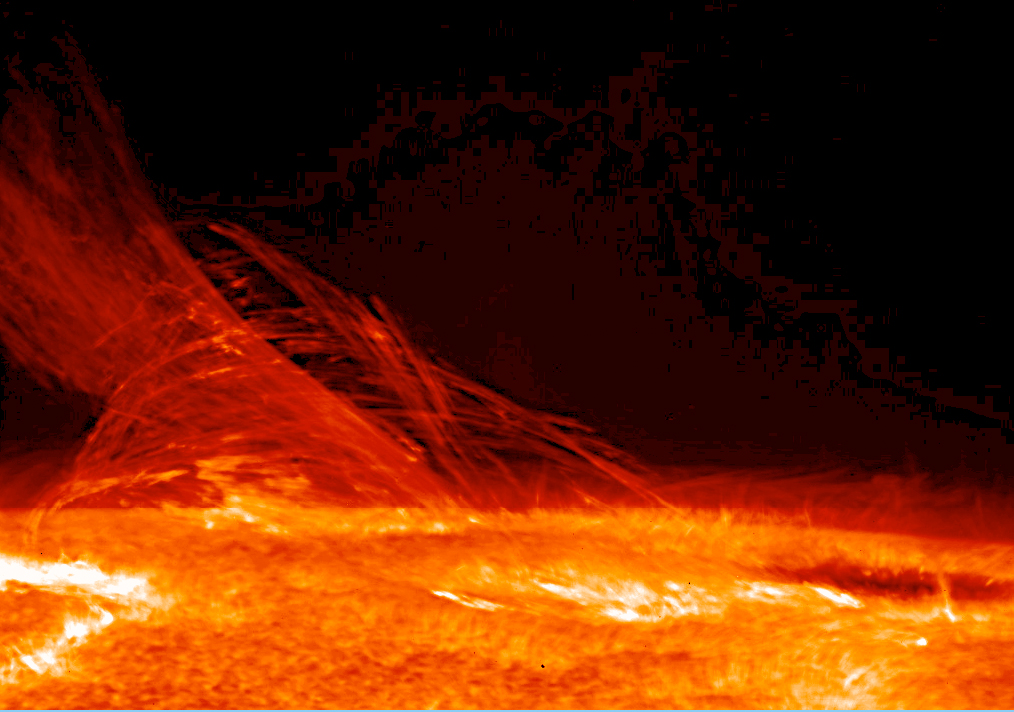
Soarele, principala sursă de căldură pe Pământ.

## Istoric
Istoricul căldurii se pierde în negura vremurilor. O mare realizare a omului preistoric a fost utilizarea focului. Pentru explicarea fenomenelor termice în antichitate s-au dat explicații mitologice. Concepția despre natura căldurii a evoluat de la concepțiile mistice din antichitate până la teoria moleculară de astăzi.
- În secolul al XVII-lea s-a încercat explicarea arderii. În 1667, Johann Joachim Becher în cartea sa Physica Subterranea a făcut prima mențiune asupra a ceea ce va deveni teoria flogistonului. Flogistonul era o substanță fără culoare, miros, gust și masă, și care este eliberată în timpul arderii, reziduul fiind „forma adevărată” a substanței.
- În 1738, Daniel Bernoulli în lucrarea Hydrodynamica propune ideea că gazele sunt formate dintr-un mare număr de particule în mișcare în toate direcțiile. Această idee va duce la teoria cinetică a gazelor.
- În 1761, Joseph Black a descoperit că în timpul topirii, gheața absoarbe căldură fără a-și schimba temperatura și a definit termenul de căldură latentă.
- În 1770, Lavoisier explică arderea ca o combinare cu oxigenul. În lucrarea sa Réflexions sur le phlogistique" (1783), Lavoisier arată că teoria flogistonului nu este consistentă cu experiențele și propune înlocuirea flogistonului cu un alt fluid, caloricul. Conform acestei teorii, cantitatea de caloric este constantă în univers și el trece de la corpurile mai calde la cele mai reci.
- În 1780 se credea că frigul este dat de frigoric, un fluid similar caloricului. Pierre Prévost afirmă că frigul este urmarea lipsei de caloric.
- Totuși, teoria caloricului a continuat să fie folosită. În 1824 Sadi Carnot în cartea sa Réflexions sur la puissance motrice du feu s-a bazat pe ea în studiile sale privind ciclul Carnot. Din întâmplare (sau din fericire), concluziile sale n-au fost afectate de teoria caloricului.
- Experiențele lui Joule (1842) și, independent, Mayer (1843) au arătat că din lucrul mecanic se poate produce căldură și invers. Asta duce în 1847 la afirmarea de către Helmholtz a principiului conservării energiei în loc de conservarea căldurii.
- În 1860, Clausius arată că teoria cinetică a gazelor poate fi o explicație a căldurii, energia internă a unei substanțe fiind asociată cu energia cinetică a moleculelor. Molecule cu energie cinetică mai mare corespund unei energii interne (deci unei temperaturi) mai mari, teorie acceptată și în zilele noastre.
- În 1871 James Clerk Maxwell, în cartea sa Theory of Heat dă definiția modernă a căldurii, ca fiind energie în tranzit.

Căldura, ca "foc", a fost unul dintre elementele clasice antice. Noțiunea de căldură ca un fluid conservat care pătrunde în materie, s-a dezvoltat ca teorie calorică respectată până când a devenit depășită de teoria mecanică a căldurii din 1798 a lui Thompson.
Fizicianul James Clerk Maxwell, în Teoria căldurii din 1871, a fost unul dintre mulți care a început să se bazeze pe teoria căldurii care are de a face cu materia în mișcare. Aceasta a fost aceeași idee prezentată de Benjamin Thompson în 1798, care a spus că s-a folosit de ideile multor predecesori. Una dintre cărțile recomandate de Maxwell a fost Căldura ca mod de mișcare, de John Tyndall. Maxwell a subliniat patru prevederi pentru definirea căldurii:
- Este ceva ce poate fi transferat de la un corp la altul, conform 	celei de-a doua legi a termodinamicii.
- Este o cantitate măsurabilă și poate fi tratată matematic.
- Nu poate fi tratată ca o substanță materială, deoarece poate fi 	transformată în ceva care nu este o substanță materială, de exemplu lucru 	mecanic.
- Căldura este una dintre formele de energie.[7]

Din idei empirice bazate pe căldură și din alte observații empirice, noțiunile de energie internă și de entropie pot fi derivate, astfel încât să conducă la recunoașterea primei și celei de-a doua legi a termodinamicii.

### Definirea căldurii
Înainte de definirea matematică riguroasă a căldurii pe baza articolului lui Carathéodory din 1909, istoric, căldura, temperatura și echilibrul termic au fost prezentate în manualele termodinamice ca noțiuni primare comune. Carathéodory a prezentat lucrarea sa din 1909 astfel: "Propunerea ca disciplina termodinamicii să poată fi justificată fără a recurge la nicio ipoteză care nu poate fi verificată experimental trebuie privită ca fiind una dintre cele mai notabile rezultate ale cercetării în termodinamică care a fost realizată în ultimul secol .“ Referindu-se la "punctul de vedere adoptat de majoritatea autorilor activi în ultimii cincizeci de ani", Carathéodory a scris: "Există o cantitate fizică denumită căldură care nu este identică cu cantitățile mecanice (masă, forță, presiune etc.) și ale căror variații pot fi determinate prin măsurători calorimetrice." James Serrin introduce o descriere a teoriei termodinamicii astfel: "În următoarea secțiune, vom folosi noțiunile clasice de căldură, de lucru mecanic și de fierbințeală ca elemente primitive, ... Căldura este o primitivă adecvată și naturală pentru termodinamică, a fost deja acceptată de Carnot. Validitatea sa continuă ca element primar al structurii termodinamice se datorează faptului că ea sintetizează un concept fizic esențial, precum și utilizarea sa reușită în lucrarea recentă de unificare a diferitelor teorii constitutive". Acest tip tradițional de prezentare a bazei termodinamicii include idei care pot fi rezumate prin afirmația că transferul de căldură se datorează pur și simplu unei neuniformități spațiale a temperaturii și se face prin conducție și radiație, de la corpuri mai calde la cele mai reci. Se sugerează uneori că această prezentare tradițională se bazează în mod necesar pe "raționamentul circular"; împotriva acestei propuneri se află dezvoltarea matematică riguros logică a teoriei prezentate de Truesdell și Bharatha (1977). 
Această abordare alternativă a definiției cantității de energie transferată sub formă de căldură diferă în structură logică de cea a Carathéodory, relatată exact mai sus.
Această abordare alternativă admite calorimetria ca modalitate primară sau directă de a măsura cantitatea de energie transferată sub formă de căldură. Se bazează pe temperatură ca unul dintre conceptele sale primitive și se utilizează în calorimetrie. Se presupune că există suficiente procese fizice pentru a permite măsurarea diferențelor în energiile interne. Astfel de procese nu se limitează la transferurile adiabatice de energie ca muncă. Acestea includ calorimetria, care este cea mai frecventă modalitate practică de a găsi diferențe energetice interne. Temperatura necesară poate fi fie termodinamică empirică, fie absolută.
În schimb, modul Carathéodory relatat exact mai sus nu utilizează calorimetria sau temperatura în definirea primară a cantității de energie transferată sub formă de căldură. Modul Carathéodory privește calorimetria doar ca modalitate secundară sau indirectă de măsurare a cantității de energie transferată sub formă de căldură. Modul Carathéodory privește cantitatea de energie transferată sub formă decăldură într-un proces ca în primul rând sau direct definită ca o cantitate reziduală. Se calculează din diferența dintre energiile interne ale stărilor inițiale și finale ale sistemului și din activitatea efectivă efectuată de sistem în timpul procesului. Această diferență energetică internă se presupune că a fost măsurată în avans prin procese de transfer pur adiabatice de energie ca lucru mecanic, procese care iau sistemul între stările inițiale și cele finale. Prin modul Carathéodory se presupune, așa cum se știe din experiment, că există, de fapt fizic, suficiente astfel de procese adiabatice, astfel încât nu este nevoie să se recurgă la calorimetrie pentru măsurarea cantității de energie transferată sub formă de căldură. Această presupunere este esențială, dar nu este explicit menționată nici ca o lege a termodinamicii, nici ca o axiomă a modului Carathéodory. De fapt, existența fizică reală a unor astfel de procese adiabatice este, într-adevăr, în cea mai mare parte, o supoziție, iar procesele presupuse în majoritatea cazurilor nu au fost verificate empiric.

## Energia termică și căldura
Căldura este adesea utilizată în sensul de energie termică. Când un sistem termodinamic primește căldură, temperatura și energia sa termică cresc, iar când cedează căldură, temperatura și energia sa termică scad. În sensul strict al cuvântului, în timp ce energia termică este o funcție de potențial, căldura este o formă de schimb de energie. În termodinamică, pentru studiul căldurii, în locul noțiunii de energie termică, greu de definit, se preferă noțiuni ca energie internă, lucru mecanic, entalpie, entropie, noțiuni care pot fi definite exact fără a recurge la noțiunea de mișcare moleculară.

## Mecanisme de transmitere a căldurii

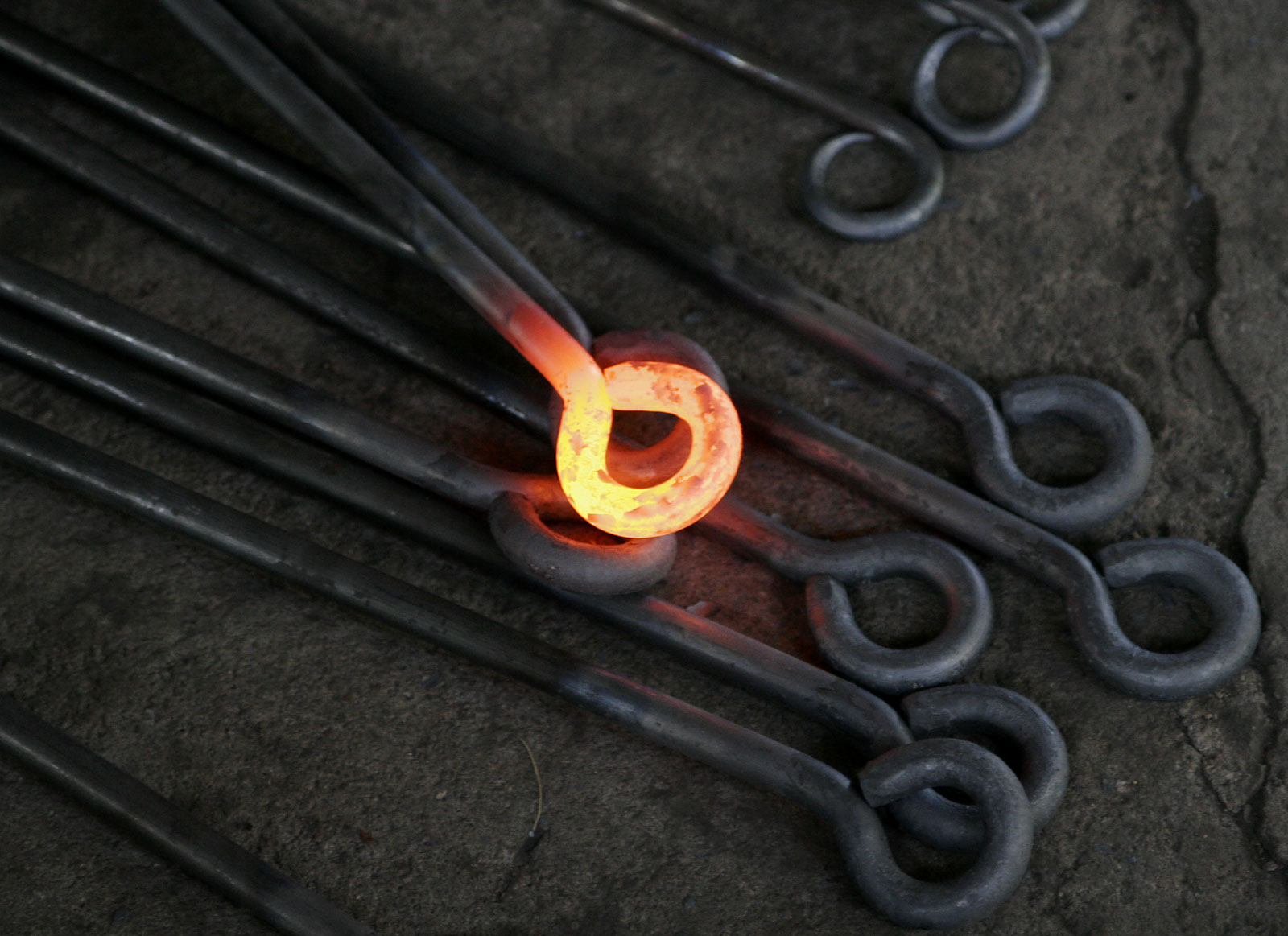
Fier înroșit, exemplu complex de transmiterea căldurii: în metal prin conducție, spre aer prin convecție, la distanță prin radiație.